# 北江戰鬥
北江戰鬥發生於1929年12月8日－11日，地點則是在中國桂南一帶，是國民革命軍內部所發生的內戰戰鬥之一。北江戰鬥的交戰雙方，一方為中央軍支持的粵軍，另一方為桂軍白崇禧部。